# Nørre Omme Sogn
Nørre Omme Sogn er et sogn i Skjern Provsti (Ribe Stift).
I 1800-tallet var Brejning Sogn i Bølling Herred anneks til Nørre Omme Sogn i Hind Herred. Begge herreder hørte til Ringkøbing Amt. Trods annekteringen var sognene to selvstændige sognekommuner. Ved kommunalreformen i 1970 blev Nørre Omme indlemmet i Trehøje Kommune, der ved strukturreformen i 2007 indgik i Herning Kommune, og Brejning blev indlemmet i Videbæk Kommune, der ved strukturreformen indgik i Ringkøbing-Skjern Kommune.
I Nørre Omme Sogn ligger Nørre Omme Kirke. Ørnhøj Kirke blev i 1915 indviet som filialkirke til Nørre Omme Kirke, og Ørnhøj blev et kirkedistrikt i Nørre Omme Sogn. I 2007 blev Ørnhøj Kirkedistrikt udskilt som det selvstændige Ørnhøj Sogn.
I Nørre Omme Sogn findes følgende autoriserede stednavne:
- Brunsgård (bebyggelse)
- Fjaldene (bebyggelse)
- Grønbjerg (bebyggelse)
- Grøntoft (bebyggelse)
- Kiddal Plantage (areal)
- Kodal (bebyggelse)
- Kæret (bebyggelse)
- Kærgård (bebyggelse)
- Omme Bakker (areal)
- Pøl (bebyggelse)
- Øster Grønbjerg (bebyggelse)
- Øster Grønbjerggård (bebyggelse)